# Comuna Sovhozne, Krasnoperekopsk
Sovhozne (în ucraineană Совхозне) este o comună în raionul Krasnoperekopsk, Republica Autonomă Crimeea, Ucraina, formată din satele Rîsove, Sovhozne (reședința) și Tavriiske.

## Demografie
Componența lingvistică a comunei Sovhozne
     Rusă (70,8%)
     Ucraineană (25,59%)
     Tătară crimeeană (3,11%)
     Alte limbi (0,15%)
Conform recensământului din 2001, majoritatea populației comunei Sovhozne era vorbitoare de rusă (70,8%), existând în minoritate și vorbitori de ucraineană (25,59%) și tătară crimeeană (3,11%).